# The Keys of Marinus
The Keys of Marinus (Las llaves de Marinus) es el quinto serial de la serie británica de ciencia ficción Doctor Who emitido en 6 partes semanales del 11 de abril al 16 de mayo de 1964. El serial toma un formato poco habitual de "búsqueda", en el que cada episodio es una miniaventura autoconclusiva parte de un objetivo mayor.

## Argumento
El Doctor y sus acompañantes llegan a una isla rodeada de un mar de ácido en el planeta Marinus. En la isla hay una torre donde se encuentra un enorme ordenador creado dos milenios atrás como máquina de justicia para controlar la Conciencia de Marinus, que mantiene la ley y el orden en el planeta. Los protagonistas son llevados ante Arbitan, el creador y guardián de la Conciencia, quien les dice que el planeta Marinus está en peligro por los Voords, que quieren entrar en la torre y apoderarse de la máquina, liderados por Yartek.
Arbitan dice que la Conciencia ha recibido las actualizaciones para controlar a los Voord, pero necesita ser activada por cinco llaves separadas a lo largo del planeta. Una está en su poder, y los otros están dispersados por Marinus. Arbitan le pide al Doctor y sus amigos que le ayuden a derrotar a los Voord reuniendo las microllaves. Muchos otros han intentado esta misión antes, incluyendo a la hija de Arbitan, pero ninguno regresó a la torre. El Doctor rechaza participar en la misión, pero Arbitan coloca un campo de fuerza alrededor de la TARDIS, así que se ve obligado con sus compañeros a ayudarle.
Tras muchas aventuras logran reunir las llaves y rescatar a Sabetha, la hija de Arbitan, así como a Altos, un esclavo, los dos ayudándoles en la misión. Pero cuando regresan a la torre, Arbitan ha sido asesinado por Yartek, que ha usurpado su puesto. Yartek les roba las llaves, pero Ian le da una llave falsa que encontraron en su camino en lugar de la auténtica, y esto provoca que cuando Yartek intenta usar la llave, la Conciencia explote, matándole junto al resto de los Voord. Los compañeros logran escapar junto con Sabetha y Altos de la torre justo antes de que sea destruida.

## Producción
| Episodio             | Fecha de emisión    | Duración | Espectadores en millones | Estado en el archivo |
| -------------------- | ------------------- | -------- | ------------------------ | -------------------- |
| The Sea of Death     | 11 de abril de 1964 | 23:20    | 9,9                      | Película de 16mm     |
| The Velvet Web       | 18 de abril de 1964 | 25:37    | 9,4                      | Película de 16mm     |
| The Screaming Jungle | 25 de abril de 1964 | 23:45    | 9,9                      | Película de 16mm     |
| The Snows of Terror  | 2 de mayo de 1964   | 24:54    | 10,4                     | Película de 16mm     |
| Sentence of Death    | 9 de mayo de 1964   | 25:03    | 7,9                      | Película de 16mm     |
| The Keys of Marinus  | 16 de mayo de 1964  | 25:11    | 6,9                      | Película de 16mm     |
| [ 1 ] [ 2 ] [ 3 ]    |                     |          |                          |                      |

Esta historia se escribió para reemplazar otro guion, The Hidden Planet, que se consideró problemático. Como el guion de reemplazo debía ser escrito rápidamente, se decidió basarlo sobre una serie de episodios autoconclusivos, cada uno con un escenario y reparto diferente, para que fuera más fácil escribirlo en poco tiempo.